# Amphelissoeme viridescens
Amphelissoeme viridescens är en skalbaggsart som beskrevs av Martins 1981. Amphelissoeme viridescens ingår i släktet Amphelissoeme och familjen långhorningar. Inga underarter finns listade i Catalogue of Life.